# Игнатьев, Андрей Николаевич (Герой Советского Союза)
Андрей Николаевич Игнатьев (1921—2012) — советский офицер, танкист, участник Великой Отечественной войны. Гвардии младший лейтенант Рабоче-крестьянской Красной Армии, Герой Советского Союза (1944).

## Биография
Андрей Игнатьев родился 6 сентября 1921 года в селе Мещерское (ныне — Подольский район Московской области). Окончил десять классов школы. В 1940 году Игнатьев был призван на службу в Рабоче-крестьянскую Красную Армию. В ноябре 1941 года он окончил курсы младших лейтенантов. С января 1943 года — на фронтах Великой Отечественной войны. Окончил курсы усовершенствования командного состава при Пушкинском танковом училище и в феврале 1944 года вернулся на фронт, был назначен командиром танка 2-го банкового батальона 1-й гвардейской танковой бригады 1-й танковой армии 1-го Украинского фронта. Отличился во время Проскуровско-Черновицкой операции.
Утром 27 марта 1944 года танк Игнатьева в составе группы танков со стрелками на броне прорвались в немецкий тыл и рассеяли и уничтожили несколько немецких заслонов, разгромили немецкий аэродром. В бою танк Игнатьева получил серьёзные повреждения, погиб стрелок-радист, был контужен механик-водитель и получили тяжёлые ранения в ноги заряжающий и сам Игнатьев. Несмотря на это, Игнатьев сумел подбить немецкий танк. Действия танкистов группы способствовали успешному освобождению Коломыи основными силами.
Указом Президиума Верховного Совета СССР от 24 мая 1944 года за «образцовое выполнение боевых заданий командования на фронте борьбы с немецкими захватчиками и проявленные при этом отвагу и геройство» младший лейтенант Андрей Игнатьев был удостоен высокого звания Героя Советского Союза с вручением ордена Ленина и медали «Золотая Звезда» за номером 4455.
Больше на фронт Игнатьев уже не вернулся, после окончания боевых действий он был уволен в запас. В 1950 году он окончил Московский институт международных отношений, после чего работал в Совинформбюро. Окончив Академию общественных наук при ЦК КПСС, он работал сначала в Комитете по культурным связям с зарубежными странами, а в 1964 году был направлен на работу в советское представительство в Организации Объединённых Наций. Позднее был назначен заместителем главного редактора «Ежегодника Большой Советской Энциклопедии», занимал эту должность почти 20 лет до своего выхода на пенсию. Проживал в Москве, скончался 19 марта 2012 года.
Почётный гражданин города Коломыя. Заслуженный работник культуры РСФСР. Был также награждён орденом Отечественной войны 1-й степени и рядом медалей.